# Проєкт закону про наклеп

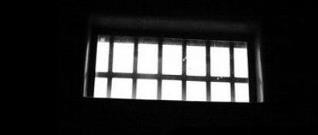
Фотографія користувачки Flickr Still Burning стала символом боротьби громадськості проти скандального законопроєкту

Проєкт Закону «Про внесення змін до Кримінального та Кримінально-процесуального кодексів України щодо посилення відповідальності за посягання на честь, гідність та ділову репутацію людини» № 11013 — скандальний законопроєкт, зареєстрований народним депутатом від фракції Партії регіонів Віталієм Журавським 18 липня 2012 року, що мав на меті введення кримінальної відповідальності за поширення завідомо неправдивої інформації, тобто наклепу.
18 вересня 2012 року проєкт закону був розглянутий Верховною Радою України та прийнятий в першому читанні 244 голосами «за». Ухвалення законопроєкту спричинило різко негативну реакцію у суспільстві, і вже 25 вересня через тиск громадськості автор законопроєкту зареєстрував проєкт постанови про скасування цього проєкту закону. На прес-конференції у Нью-Йорку Віктор Янукович зазначив, що «Журавський не випадково прийняв рішення про відкликання», адже почув думку Президента та однопартійців з цього приводу. 2 жовтня 2012 року рішенням Верховної Ради законопроєкт було скасовано: за скасування проголосували 349 народних обранців.

## Передісторія
Кримінальну відповідальність за наклеп було передбачено Кримінальним кодексом УРСР 1960 року. Так, відповідно до статті 125 цього кодексу поширення завідомо неправдивих вигадок, що ганьблять іншу особу, каралося позбавленням волі або виправними роботами терміном до 1 року, громадською доганою або штрафом у розмірі від 30 до 80 мінімальних зарплат.
Поширення неправдивих чуток у друкованій формі каралося тюремним ув'язненням строком до трьох, виправними роботами терміном до двох років або штрафом у розмірі від 50 до 120 мінімальних заробітних плат. Відповідальність за наклеп, поєднаний з обвинуваченням у вчиненні тяжкого злочину, передбачала позбавлення волі строком до п'яти років.
У ході розробки нового Кримінального кодексу України, прийнятого 2001 року, було ухвалено рішення не включати до кодексу статтю про наклеп. Таке рішення було зумовлене тим, що наклеп є різновидом порушень немайнових прав особи, які регулюються цивільним правом.
Так, статтями 297 та 299 Цивільного кодексу Україні кожній особі гарантується право на повагу до її честі та гідності, а також недоторканості її ділової репутації. У разі порушення цих прав особа має право звернутися до суду.
Окрім Цивільного кодексу України право на судовий захист особи у разі поширення недостовірної інформації щодо неї, а також відшкодування завданої шкоди, гарантується статтею 32 Конституції України. Також відповідальність засобів масової інформації та журналістів за поширення неправдивої інформації передбачена законами України «Про друковані засоби масової інформації (пресу) в Україні», «Про інформаційні агентства» та «Про державну підтримку засобів масової інформації та соціальний захист журналістів»; закон України «Про телебачення і радіомовлення» лише опосередковано вказує на можливість притягнення до відповідальності за наклеп засобу масової інформації або його працівників: стаття 67 закону містить перелік випадків, коли за поширення неправдивої інформації не передбачено покарання.

## Сутність законопроєкту
Проєкт закону передбачав внесення змін до Кримінального (доповнення статтями 1451 та 1452) та Кримінально-процесуального (доповнення другого абзацу статті 112 цифрами 1451 та 1452) кодексів України.
Проєктом закону передбачено покарання за поширення завідомо неправдивої інформації про особу у вигляді штрафу у розмірі від 500 до 5000 неоподатковуваних мінімумів доходів громадян, виправними роботами строком до 2 років або позбавленням волі терміном від 3 до 5 років з позбавленням права обіймати певні посади або займатися певною діяльністю терміном від 1 до 3 років.
Відповідно до законопроєкту образа, тобто приниження честі та гідності особи в непристойній формі, має каратися штрафом до 1000 неоподатковуваних мінімумів доходів громадян, або виправними роботами на строк до 6 місяців.
Головне науково-експертне управління апарату Верховної Ради України у своєму висновку рекомендувало відхилити цей проєкт у першому читанні. За думкою експертів автори законопроєкту не обґрунтували суспільну небезпеку від наклепу, тобто не було наведено достатніх підстав для криміналізації. Згідно з висновком «немайнові особисті (приватні) права осіб, якими є честь, гідність, репутація, відносяться до предмету регулювання цивільного права». Крім того прийняття закону могло призвести до порушення міжнародних зобов'язань України перед Радою Європи, саме на вимогу ПАРЄ закон про наклеп був виключений з кримінального кодексу.

## Голосування
18 вересня закон був включений до порядку денного засідання Верховної Ради. За його розгляд за скороченою процедурою проголосували 215 народних депутатів. У першому читанні за законопроєкт проголосували 244 картки депутатів (188 від Партії регіонів, 25 від КПУ, 19 від Народної партії, 1 від групи «Реформи заради майбутнього» та 11 позафракційних):
| Фракція | Фракція                            | За  | Проти | Утрималося | Не голосувало | Відсутні |
| ------- | ---------------------------------- | --- | ----- | ---------- | ------------- | -------- |
|         | Партія регіонів                    | 188 | 0     | 0          | 5             | 2        |
|         | Блок Юлії Тимошенко — Батьківщина  | 0   | 7     | 0          | 34            | 57       |
|         | Наша Україна — Народна самооборона | 0   | 6     | 0          | 22            | 35       |
|         | Комуністична партія України        | 25  | 0     | 0          | 0             | 0        |
|         | Народна партія                     | 19  | 0     | 0          | 1             | 0        |
|         | Реформи заради майбутнього         | 1   | 0     | 0          | 17            | 1        |
|         | Позафракційні                      | 11  | 1     | 0          | 7             | 11       |
| Загалом | Загалом                            | 244 | 14    | 0          | 86            | 106      |

2 жовтня 349 голосами «За» Верховна Рада скасувала ухвалений в першому читанні проєкт закону про посилення відповідальності за наклеп. За скасування проголосували 174 депутати від фракції Партії регіонів, 56 — від «БЮТ-Батьківщини», 45 — від НУ-НС, 23 — від КПУ, 20 — від Народної партії, 18 — від групи «Реформи заради майбутнього» та 13 позафракційних.
| Фракція | Фракція                            | За  | Проти | Утрималося | Не голосувало | Відсутні |
| ------- | ---------------------------------- | --- | ----- | ---------- | ------------- | -------- |
|         | Партія регіонів                    | 174 | 1     | 0          | 17            | 3        |
|         | Блок Юлії Тимошенко — Батьківщина  | 56  | 0     | 0          | 4             | 38       |
|         | Наша Україна — Народна самооборона | 45  | 0     | 0          | 5             | 13       |
|         | Комуністична партія України        | 23  | 0     | 0          | 1             | 1        |
|         | Народна партія                     | 20  | 0     | 0          | 0             | 0        |
|         | Реформи заради майбутнього         | 18  | 0     | 0          | 0             | 1        |
|         | Позафракційні                      | 13  | 0     | 0          | 2             | 15       |
| Загалом | Загалом                            | 349 | 1     | 0          | 30            | 70       |

Не зважаючи на скасування законопроєкту, народний депутат від Партії регіонів Олена Бондаренко припустила, що після виборів Верховна Рада може повернутися до розгляду документу. Представники опозиції в парламенті також висловили припущення про те, що провладні сили можуть ініціювати повторний розгляд законопроєкту.

## Реакція

### Акції протесту ЗМІ
Ухвалення законопроєкту у першому читанні викликало негативну реакцію в суспільстві. Вважаючи закон загрозою свободі слова в Україні, представники українських ЗМІ провели акції протесту.
25 вересня 2012 року стартувала всеукраїнська акція «Захисти своє право знати. Скажи ні закону про наклеп». Банери з таким закликом з'явилися на сайтах найвпливовіших ЗМІ, серед яких Українська правда, Кореспондент.net, УНІАН, Інтерфакс-Україна, ЛІГАБізнесІнформ, Українські новини, Комсомольская правда в Украине, День, Сегодня.ua, Телекритика, Цензор.нет, ОстроВ, LB.ua, Дзеркало тижня, Главком, Football.ua, 5 канал, ТВі тощо. За інформацією Української правди вже на 13:45 до акції приєдналися понад 30 всеукраїнських та регіональних видань.
|                                                                                    |  |
| «Протестні» перші шпальти видань «Кореспондент» (біла) та «Україна молода» (чорна) |  |

Крім того, 25 вересня в Кіровограді пройшла акція протесту проти проєкту закону, в якій взяли участь працівники 20 регіональних видань, а 27 вересня подібна акція протесту пройшла у Чернівцях
27 вересня чергові номери всеукраїнських видань «Кореспондент», Kyiv Post, «Власть денег», а також львівських видань «Високий замок», «Львівська газета», «Львівська пошта», «Ратуша», «Медіастар», Zik та самбірського «Коловороту» вийшли у друк з порожніми першими шпальтами на знак протесту проти скандального законопроєкту, натомість «Україна молода» вийшла з чорною.
29 вересня програми дніпропетровського 9 каналу не вийшли в ефір на знак протесту проти законопроєкту про наклеп.
1 жовтня в Києві на вулиці Грушевського, 18/2 близько 300 журналістів вимагали від Верховної Ради скасування рішення про прийняття у першому читанні законопроєкту Віталія Журавського. Представники українських ЗМІ протестували, тримаючи в руках чисті аркуші білого паперу як транспаранти.
Подібні акції протесту журналістів того ж дня пройшли також в Ужгороді, Херсоні та Одесі. 2 жовтня акція протесту проти проєкту закону відбулася в Сімферополі.

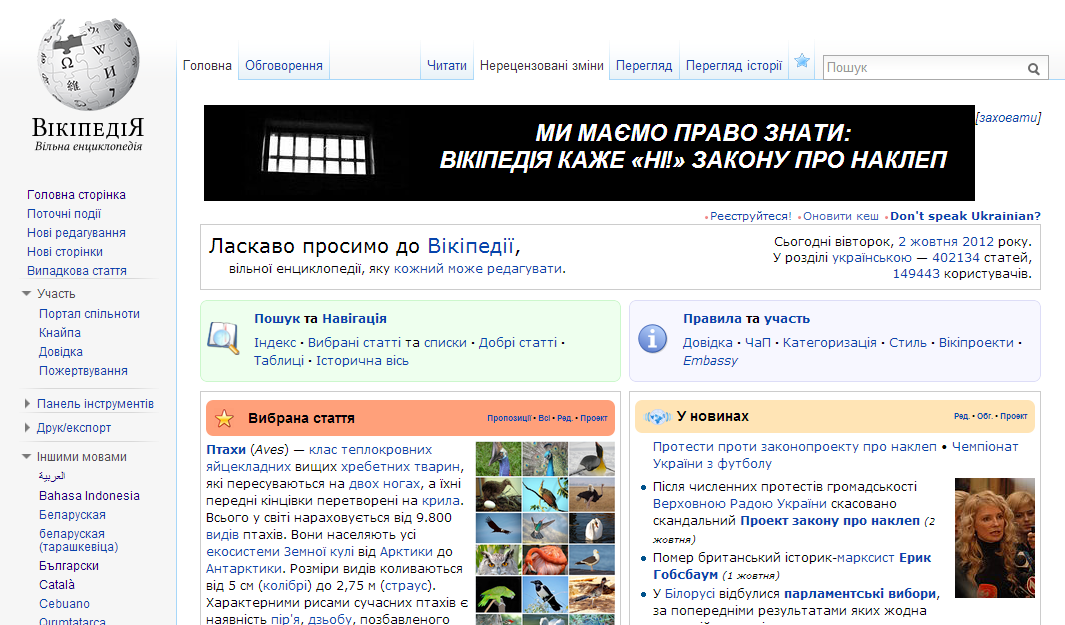
Фрагмент головної сторінки української вікіпедії з банером проти законопроєкту

### Акції протесту громадськості
З 29 вересня 2012 року активісти кампанії «Помста за розкол країни» провели низку антиагітаційних поїздок на мажоритарний округ № 66, по якому балотувався Віталій Журавський на парламентських виборах. Активісти наголосили, що звернули увагу на цього кандидата з-поміж інших, що підпадають під критерії кампанії, перш за все через просування ним скандального законопроєкту про наклеп.
Опівночі 1 жовтня розпочала безстрокову акцію протесту й українська Вікіпедія, розмістивши на всіх сторінках проєкту банер з написом «Ми маємо право знати: Вікіпедія каже „Ні!“ закону про наклеп». Громадська організація Вікімедіа Україна звернулася до Президента, прем'єр-міністра, голови Верховної Ради та народних депутатів із закликом відхилити законопроєкт про наклеп.

## Критика та підтримка
Ухвалення законопроєкту про наклеп викликало різко негативну реакцію з боку опозиційних партій. Так, лідер партії УДАР Віталій Кличко назвав прийняття законопроєкту у першому читанні спробою згортання демократії, а лідер ВО «Батьківщина» Олександр Турчинов заявив, що закон «може стосуватися не тільки журналістів, але й усіх людей, які хочуть критикувати владу, які не погоджуються з тою небезпечною політикою, що ведеться». Об'єднаною опозицією «Батьківщина» також було поширено заяву, в якій прийняття проєкту закону називалося «безглуздям», а позбавлення волі за наклеп — «середньовічним способом розправи не тільки з політичними опонентами, а й з вільною пресою».
Лідер партії «Україна — Вперед!» Наталія Королевська заявила, що «в Україні закон про криміналізацію наклепу повинен діяти тільки для політиків — вони повинні відповідати за свої слова».
Радник Президента Ганна Герман заявила, що «Президент України в такому вигляді, в якому цей законопроєкт є сьогодні, підписувати його не буде», перший віце-прем'єр-міністр Валерій Хорошковський назвав ухвалення законопроєкту передчасним, а віце-прем'єр-міністр та Міністр інфраструктури України Борис Колесніков назвав проєкт закону «цілковитим ідиотизмом» та припустив, що «у такому вигляді законопроєкт ніколи в житті Віктор Янукович не підпише». Також з приводу прийняття законопроєкту висловився і міністр економічного розвитку та торгівлі України Петро Порошенко, який назвав законопроєкт «божевіллям» та «інструментом тиску на засоби масової інформації».
Уповноважена Верховної Ради України з прав людини Валерія Лутковська теж засудила ухвалення проєкту закону, заявивши, що його прийняття може призвести до обмеження свободи вираження поглядів.
Свої думки з приводу прийняття законопроєкту висловили й деякі громадські діячі. Так, президент Світового конґресу українців Євген Чолій закликав світову спільноту вимагати від української влади відхилення законопроєкту. Колишній голова Української греко-католицької церкви кардинал Любомир Гузар засудив прийняття проєкту закону про наклеп в першому читанні, зазначивши, що «найкращий спосіб зберегти добре ім'я для кожного урядника та політика — казати правду, поводитися чесно і працювати заради інтересів людей». У своєму інтерв'ю Deutsche Welle письменник Юрій Андрухович назвав проєкт закону «Середньовіччям» й закликав суспільство вимагати від депутатів його скасування.
Ухвалення законопроєкту про наклеп засудила й Національна рада України з питань телебачення і радіомовлення: її прес-служба поширила заяву, в якій зазначено, що «ухвалення Верховною Радою законопроєкту про наклеп перешкоджатиме свободі слова та розвитку незалежної журналістики в Україні». Крім того, проти законопроєкту виступили національна спілка журналістів України, незалежна медіа-профспілка України, рух «Стоп цензурі!», міжвідомча робоча група з аналізу стану додержання законодавства про свободу слова та захист прав журналістів.
Представники парламентської більшості підтримували законопроєкт, висловлюючи думки про необхідність відновлення кримінальної відповідальності за наклеп, навіть попри підтримку рішення щодо скасування законопроєкту. Представники провладних сил не виключали повернення до розгляду законопроєкту у майбутньому.
Народний депутат Ярослав Сухий наголосив, що скасування проєкту закону є не результатом протестів журналістів, а рішенням Президента Віктора Януковича, а Олена Бондаренко заявила, що доля законопроєкту залежатиме від ситуації в країні.
Регіонал Сергій Ківалов ще до ухвали рішення про скасування законопроєкту зазначав, що не розуміє «причин істерики навколо ухвалених у першому читанні змін до Кримінального та Кримінально-процесуального кодексів», наголосивши на необхідності розрізняти поняття «критика» та «наклеп».

## Міжнародна реакція
Прийняття проєкту закону про наклеп спричинила негативну реакцію серед деяких міжнародних організацій. ОБСЄ засудила прийняття проєкту закону у першому читанні. Зокрема представник ОБСЄ зі свободи засобів масової інформації Дуня Міятович звернулася з відповідною заявою до народних депутатів, зазначивши, що зміни, передбачені проєктом закону «становитимуть серйозну перешкоду для свободи засобів масової інформації в країні».
Генеральний секретар Ради Європи Турбйорн Ягланд у своїй заяві, переданій агентству «Інтерфакс-Україна», закликав Верховну Раду скасувати закон щодо криміналізації відповідальності за наклеп, оскільки він обмежуватиме свободу ЗМІ.
Організація Freedom House різко засудила прийняття законопроєкту, відмітивши його направленість на обмеження свободи слова та висвітлення передвиборчої кампанії в Україні, та закликала європейську спільноту вплинути на ситуацію, а організація «Репортери без кордонів» також засудила прийняття законопроєкту.
Білоруська асоціація журналістів зазначила, що прийняття проєкту закону знизить ефективність журналістського контролю над владою. Проти законопроєкту також виступили Міжнародна і Європейська федерації журналістів.
Ухвалення постанови про скасування законопроєкту було підтримано міжнародними організаціями, зокрема Єврокомісією та Радою Європи, які привітали це рішення Верховної Ради.

## Ініціативи 2013 року
У березні 2013 року видання «Закон і Бізнес» опублікувало статтю першого заступника Генерального прокурора України Рената Кузьміна, в якій пропонується ввести кримінальну відповідальність за дифамацію. Термін «дифамація» визначений у статті як публічне поширення дійсних або вигаданих відомостей, які принижують честь, гідність чи ділову репутацію громадянина або організації, зганьблення у пресі з метою вплинути на виконання ними своїх обов'язків.
За словами Кузьміна, внесення статті про дифамацію у Кодекс про кримінальні проступки, який планувалося прийняти у 2014 році, матиме на меті унеможливити тиск на прокурорів та суддів в ході виконання їхніх професійних обов'язків, а також перешкоджати формуванню у суспільстві негативного уявлення про судову систему та органів державної влади. Доцільність введення відповідальності за дифамацію Ренат Кузьмін доводив, посилаючись на наявність відповідних положень у законодавствах багатьох країн світу.
Ініціатива першого заступника Генпрокурора України була негативно сприйнята Міжнародною та Європейською федераціями журналістів. Незалежна медіа профспілка та Національна спілка журналістів України зазначили, що аналогічна спроба влади криміналізувати наклеп восени 2012 року була негативно сприйнята суспільством і призвела до акцій протесту.
Водночас речниця Президента України Дарія Чепак заявила, що законодавчі ініціативи стосовно криміналізації наклепу мають пройти широке громадське обговорення «з громадськими організаціями, міжнародним експертним середовищем, експертами всередині України». Натомість голова парламентського комітету з питань свободи слова Микола Томенко заявив, що «в комітеті налаштовані на те, щоб взагалі зупинити цю дискусію, бо в українських умовах це буде відповідальність за критику, а не за наклеп», а відтак комітет виступає категорично проти громадського обговорення цієї ініціативи.